# طب الأسنان البيطري

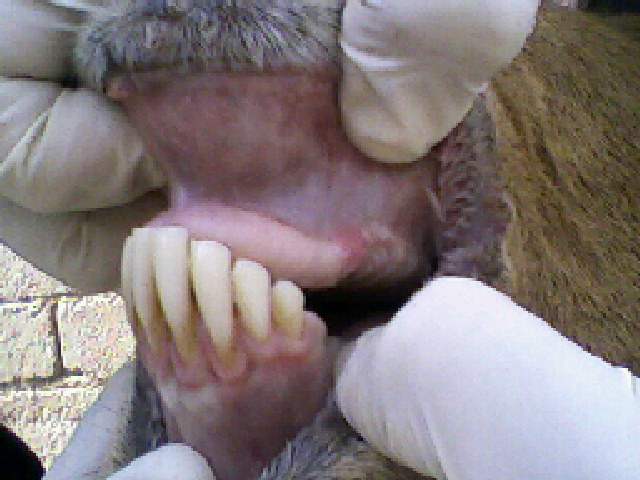
بيطري يفحص أسنان خروف

طب الأسنان البيطري (بالإنجليزية: Veterinary dentistry)‏ هي تخصص من الطب البيطري يهتم بصحة أسنان الحيوانات، هو فن وعلم وقاية وتشخيص وعلاج حالات وأمراض الفم والفك المتعلقة بالحيوان.
في الولايات المتحدة يعتبر طب الأسنان البيطري واحد من 20 تخصص بيطري معترف به من قبل الجمعية الأمريكية للطب البيطري.